# Harmi Ruland
Harmi Ruland (* 2. Oktober 1892 in Saarburg; † 1982) war eine der ersten Professorinnen an der Staatlichen Akademie der Bildenden Künste Stuttgart und leitete dort die Abteilung Textil und die Klassen Modegraphik und Bühnenkostüm.

## Leben
Von 1910 bis 1915 absolvierte Ruland eine Schneiderlehre mit anschließender Meisterprüfung. Von 1915 bis 1924 war sie als Schneiderin in Köln selbstständig tätig. Von 1924 bis 1925 studierte sie an der Handwerkerschule Köln. Ab 1925 hatte sie ein Modeatelier und machte Entwurfstätigkeiten für die Industrie. Des Weiteren arbeitete sie jahrelang in der „Modezentrale Berlin“ mit. Von 1941 bis 1944 war sie künstlerische Lehrkraft für Mode an der Staatlichen Meisterschule für das gestaltende Handwerk in Straßburg.
1946 erfolgte die Berufung an die Staatliche Akademie der Bildenden Künste Stuttgart, wo sie Leiterin der Textilabteilung wurde. Zum Ende des Sommersemesters 1957 wurde Ruland pensioniert. Die bis dahin bestehenden Klassen für Modegraphik und Bühnenkostüm wurden nicht weitergeführt, da nach Auffassung des Senats künftig die Ausbildung stärker auf dem Gebiet des Textilentwurfs liegen sollte. Als Leiter der Textilabteilung wurde zum Wintersemester 1957 der österreichische Textilgestalter Leo Wollner berufen.
Ab 1957 war sie im Auftrag der türkischen Regierung für die Gründung und Leitung der Textilklassen an der Schule für Angewandte Kunst und Industrie-Entwurf in Istanbul verantwortlich.